# سان جووانی والدارنو
سان جووانی والدارنو (به ایتالیایی: San Giovanni Valdarno) یک کومونه در ایتالیا است که در استان آرتزو واقع شده‌است.

## خصوصیات
سان جووانی والدارنو ۲۱٫۳۲ کیلومترمربع مساحت و ۱۷٬۰۶۷ نفر جمعیت دارد و ۱۳۴ متر بالاتر از سطح دریا واقع شده‌است.

## خواهرخوانده
شهرهای اریحا، سربرنیتسا، Mahbes و کورنینگ، نیویورک خواهرخوانده‌های سان جووانی والدارنو هستند.